# Possibilitas re probata est

Рисунок проекта большого герба области (авторы — Евгений Малаха и Владимир Шатунов), январь 2003 г.

Possibilitas re probata est (с лат. — «возможность доказана делом») — девиз Донецкой области Украины.
Ставшая девизом фраза была заимствована из высказывания выдающегося учёного Дмитрия Менделеева, посетившего регион в 1897 году по поручению Петербургской академия наук и охарактеризовавшего его потенциал следующим образом:
Недавняя пустыня ожила. Успех полный. Возможность доказана делом.